# 노먼 메일러
노먼 메일러(Norman Mailer, 1923년 1월 30일~2007년 11월 10일)는 미국의 소설가, 평론가이다. 유대계 미국인이다.
뉴저지주 롱브랜치에서 태어나 하버드 대학을 졸업한 후 1944년 제2차 대전으로 레이테와 루손섬의 전투에 참가했다.
《나자(裸者)와 사자(死者)》에서 군대란 조직의 악(惡)을 통렬히 묘파하고, 반전사상(反戰思想)을 표명하여 세계적인 베스트 셀러가 되었다. 《바바리의 기슭》(1951)으로 혁명가를 탄압하는 미국정부를 야유하고, 《녹원(鹿園)》(1955)으로 헐리우드의 상업주의적 메커니즘을 추구하였으며, 《아메리카의 꿈》(1965)으로 애증(愛憎)을 넘어 권력을 갈망하는 사나이를 그려 베스트 셀러가 되었다. 스스로 네오마르크스주의를 제창하고, 정치·경제·문화활동을 모두 이 속에 결합시키려 하고 있는 것은 《나 자신을 위한 광고》(1959)에 들어 있는 평론 《하얀 흑인》 이 증명하고 있다. 처녀작 이래 철저한 평화주의자로서 《대통령을 위한 백서》(1963)나 《식인종과 크리스찬》(1966)으로 대통령이나 우익을 공격하고, 또 월남전쟁 반대운동을 국내에서 추진하였다. 《우리들은 무엇 때문에 월남에 있는가?》 (1967)는 메일러의 휴머니즘을 보여주는 작품이다.